# Охулепа
О́хуле́па (эст. Ohulepa) — деревня в волости Рапла уезда Рапламаа, Эстония. 

## География и описание
Расположена в 33 км к югу от Таллина и в 14 км к северо-западу от волостного и уездного центра — города Рапла. Высота над уровнем моря — 54 метра.
Официальный язык — эстонский. Почтовый индекс — 79618.
На севере Охулепа протекает река Казари, длина реки — 113 км (6-я по длине река Эстонии), площадь бассейна 3213 км². В южной части Охулепа протекает река Варди, её длина 16,9 км, площадь бассейна 86,5 км².
В южной, восточной и северной частях деревни находится природный заповедник Линнураба, территория которого распространяется на соседние деревни.

## Население
По данным переписи населения 2021 года, в деревне проживали 15 человек, из них 14 (93,3 %) — эстонцы.
Численность населения деревни Охулепа по данным переписей населения:
| Год  | 1959 | 1970 | 1979 | 1989 | 2000 | 2011 | 2021 |
| ---- | ---- | ---- | ---- | ---- | ---- | ---- | ---- |
| Чел. | 76   | ↘ 37 | ↘ 21 | ↘ 11 | ↗ 22 | ↘ 19 | ↘ 15 |

## История
Деревня была впервые упомянута в Датской поземельной книге 1241 года (Ækizae). 
В конце XVII века на землях деревни возникла мыза Эрленгоф (нем. Erlenfeld, Erlenhof, Охулепа (эст. Ohulepa mõis), в 1798 году упоминается как скотоводческая мыза Ахалеп (Ahalep)). Мыза стала самостоятельной в 1806 году. Главное деревянное здание мызы к настоящему времени разрушено. 
Старинное название деревни, относившейся к мызе — Айгитсе (эст. Aigitse, в 1241 году упоминается как Ækizæ, в 1412 году — Aickytze, в 1725 году — Agitz), оно использовалось до начала XX века. 
В границах Охулепа также находится бывшая мыза Нейгоф (нем. Neuhof, Ныммепере, эст. Nõmmepere mõis, которую отделили от мызы Келба в 1801 году, и бывшая старинная деревня Ныммепере (также Ропе, эст. Nõmmepere, Rope, упоминается в 1412 году как Roep, в 1725 году — Roppe).
В 1818—1824 годах на мызе Эрленгоф жил эстонский поэт и просветитель Фридрих Рейнхольд Крейцвальд (1803—1882).
В советское время деревня находилась на землях совхоза «Кодила».

## Достопримечательности
В центре деревни расположены охраняемые государством вековые деревья Охулепа и ледниковый валун Вийракиви (Viirakivi). На территории деревни находятся внесённые в Государственный регистр памятников культуры Эстонии жертвенный камень и два каменных могильника (памятники археологии).

### Комментарии
1. ↑  Эстонские топонимы, оканчивающиеся на -а, не склоняются (исключение — Нарва)